# Max von Beseler

Max von Beseler

Maximilian Beseler, ab 1917 von Beseler (* 22. September 1841 in Greifswald; † 24. Juli 1921 in Berlin) war ein preußischer Staats- und Justizminister, Kronsyndikus und Mitglied des Preußischen Herrenhauses.

## Leben

### Herkunft
Beseler entstammte der Glockengießerfamilie Beseler aus dem Herzogtum Schleswig. Er war der Sohn des bekannten Rechtsgelehrten Georg Beseler (1809–1888) und dessen Ehefrau Emilie, geborene Karsten. Sein Bruder war der Generaloberst Hans von Beseler.

### Karriere
Beseler besuchte Gymnasien in Greifswald und Berlin. Anschließend studierte er Rechtswissenschaften in Heidelberg sowie in Berlin, wo er auch promovierte. 1863 trat er als Auskultator in den preußischen Justizdienst, wurde 1865 Gerichtsreferendar am Kreisgericht in Berlin. 1867 erfolgte seine Ernennung zum Gerichtsassessor am Kammergericht und 1868 am Appellationsgericht Greifswald.
Nach seiner Teilnahme als Reserveoffizier an den Kriegen gegen Dänemark (1864) und Österreich (1866) wurde Beseler bei der Mobilmachung im Juli 1870 anlässlich des Krieges gegen Frankreich erneut eingezogen. Zunächst als Zug-, später als Kompanieführer im 4. Garde-Regiment zu Fuß kämpfte er bei St. Privat, Beaumont, Sedan sowie der Belagerung von Paris und erhielt das Eiserne Kreuz II. Klasse.
1870 ging er kurz ans Appellationsgericht in Hannover, wurde aber gleich Amtsrichter in Greifswald. Ab 1874 war er Stadtrichter in Berlin. Im Jahr 1879 wurde Beseler Landgerichtsrat und machte 1882 Karriere als Direktor am Landgericht Saarbrücken, 1886 ans Landgericht Düsseldorf und 1888 wurde er Präsident des Landgerichts in Oppeln. 1892 wurde er Präsident des Appellationsgerichts in Berlin I, 1897 Präsident des Oberlandesgerichts in Kiel und 1904 in Breslau. Im Jahr darauf trat er die Nachfolge von Karl Schönstedt als Staats- und Justizminister an. Zudem wurde Beseler zum Kronsyndikus ernannt und auf Lebenszeit in das Preußische Herrenhaus berufen. In dieser Stellung erhielt er 1916 das Komturkreuz des Königlichen Hausordens von Hohenzollern. Im Jahr darauf bat Beseler aus Altersgründen um seine Entlassung als Minister. Kaiser Wilhelm II. entsprach diesem Wunsch und verlieh ihm in Würdigung seiner langjährigen Dienste am 6. August 1917 den Schwarzen Adlerorden. Mit Wappenbrief vom 6. Dezember 1917 wurde Beseler dadurch in den erblichen preußischen Adelsstand erhoben.

### Tod und Grabstätte
Max von Beseler starb nach längerer Krankheit am 24. Juli 1921 im Alter von fast 80 Jahren in Berlin. Beigesetzt wurde er auf dem Friedhof III der Jerusalems- und Neuen Kirche in Berlin-Kreuzberg. Das Grab ist erhalten. Nur eine kleine Stele markiert die Grabstelle.

### Familie
Er heiratete am 12. August 1872 in Berlin Luise Haupt (1847–1904). Das Paar hatte mehrere Kinder:
- Luise Marie (* 1873) ⚭ Hans Thierfelder (1858–1930)
- Moritz Rudolf (1875–1876)
- Gerhard Friedrich (1878–1947), Jurist und Romanist ⚭ 1904 Gertrud Heller (1872–1940), Tochter von Arnold Heller
- Dora Hedwig (* 1882)